# Centrul celor nouă puncte

Un triunghi împreună cu cercul circumscris și centrul său (cu negru), înălțimile, ortocentrul (cu roșu) și cercul cu cele nouă puncte și centrul său (centrul celor nouă puncte) (cu albastru)

În geometrie centrul celor nouă puncte este unul dintre centrele unui triunghi, un punct definit într-un mod care nu depinde de poziționarea sau scara triunghiului.
Se numește așa deoarece este centrul cercului celor nouă puncte, un cerc care trece prin nouă puncte semnificative ale triunghiului: punctele din mijlocul celor trei laturi, picioarele celor trei înălțimi⁠(d) și punctele de la jumătatea distanței dintre ortocentru și fiecare dintre cele trei vârfuri. Centrul celor nouă puncte este listat ca punctul X(5) în Encyclopedia of Triangle Centers de Clark Kimberling.

## Proprietăți
Centrul celor nouă puncte N se află pe dreapta lui Euler a triunghiului, la punctul de mijloc dintre ortocentrul H și centrul cercului circumscris O al triunghiului respectiv. Centroidul⁠(d) G se află, de asemenea, pe aceeași dreaptă, la 2/3 din distanța de la ortocentru la centrul cercului circumscris, deci
{\displaystyle NO=NH=3NG.}
Astfel, dacă oricare două dintre aceste patru centre ale triunghiului sunt cunoscute, pozițiile celorlalte două pot fi determinate din ele.
Andrew Guinand a demonstrat în 1984, ca parte a ceea ce este acum cunoscut sub numele de „problema de determinare a triunghiului lui Euler”, că dacă pozițiile acestor centre sunt date pentru un triunghi necunoscut, atunci centrul cercului înscris în triunghi se află în cadrul cercului ortocentroidal (cercul având ca diametru segmentul de la centroid la ortocentru). Singurul punct din interiorul acestui cerc care nu poate fi centrul cercului înscris în triunghi este centrul celor nouă puncte și orice alt punct interior al cercului este centrul cercului înscris într-un triunghi unic.
Distanța de la centrul celor nouă puncte până la centrul cercului înscris, I, satisface
{\displaystyle IN<{\tfrac {1}{2}}IO,}
{\displaystyle IN={\tfrac {1}{2}}(R-2r)<{\frac {R}{2}},}
{\displaystyle 2R\cdot IN=OI^{2},}
unde R și r sunt razele cercurilor circumscris, respectiv înscris.

## Coordonate
Coordonatele triliniare ale centrului celor nouă puncte sunt
{\displaystyle {\begin{aligned}&\cos(B-C):\cos(C-A):\cos(A-B)\\={}&\cos A+2\cos B\cos C:\cos B+2\cos C\cos A:\cos C+2\cos A\cos B\\={}&\cos A-2\sin B\sin C:\cos B-2\sin C\sin A:\cos C-2\sin A\sin B\\={}&bc[a^{2}(b^{2}+c^{2})-(b^{2}-c^{2})^{2}]:ca[b^{2}(c^{2}+a^{2})-(c^{2}-a^{2})^{2}]:ab[c^{2}(a^{2}+b^{2})-(a^{2}-b^{2})^{2}].\end{aligned}}}
Coordonatele baricentrului centrului celor nouă puncte sunt
{\displaystyle {\begin{aligned}&a\cos(B-C):b\cos(C-A):c\cos(A-B)\\={}&a^{2}(b^{2}+c^{2})-(b^{2}-c^{2})^{2}:b^{2}(c^{2}+a^{2})-(c^{2}-a^{2})^{2}:c^{2}(a^{2}+b^{2})-(a^{2}-b^{2})^{2}.\end{aligned}}}
Astfel, dacă și numai dacă două dintre unghiurile de la vârfuri diferă între ele cu mai mult de 90°, una dintre coordonatele baricentrice este negativă, deci centrul celor nouă puncte se află în afara triunghiului.